# Adriano Ferre

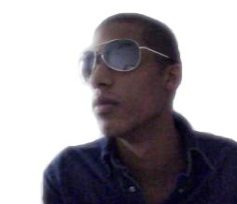
Adriano Ferre

Adriano Ferre (* 1987 in Wien; bürgerlich Amir Saidi) ist ein Electro- und Progressive-DJ, Musikproduzent, Songwriter und Labelinhaber von MMAN Recordings.

## Leben
Adriano Ferre begann seine Karriere als Produzent für Künstler im Bereich Hip-Hop und Pop. Während seiner Arbeit an diversen Projekten und deren Künstlern, begann er sich immer öfters und immer intensiver mit der elektronischen Musikszene und deren Entwicklung auseinanderzusetzen, bis er sich schließlich dazu entschloss Teil dieser Szene zu werden.
2005 veröffentlichte er dann seine erste House-Produktion „I'm Burning For You“, welche über das Label „Devilfish Company“ erschien. Ein Jahr darauf arbeitete er mit einigen Produzenten an dem „Monkey Fonics“ Projekt, welches jedoch erfolglos blieb. 2007 erhielt er durch einen Zufall einen Remixauftrag von „Soundboy Killah Records“ aus Großbritannien, wodurch er neue Kontakte knüpfen konnte. Mit Hilfe einiger der DJs und Produzenten gründete er schließlich ein Jahr später sein eigenes Label MMAN Recordings (Meet Me At Night Recordings). Das Label besteht derzeit aus acht Künstlern.
Adriano Ferre veröffentlicht auch unter den Pseudonymen Ardka, Dylo und Friday to Monday.

## Diskographie

### Alben
- 2008: The Time Machine EP (Sintec Vinyls)
- 2009: Jump Jump Album (MMAN Recordings)
- 2009: To The World Volume 01 by Various Artists
- 2009: Fastback / The Orchestra EP (MMAN Recordings)

### Singles
- 2005: I‘m Burning For You (Devilfish Company)
- 2008: At Night (MMAN Recordings)
- 2009: Something (Dylo's Hot Summer Mix)
- 2009: Pianoman (MMAN Recordings)
- 2009: BTTR (MMAN Recordings)

### Remix-Versionen
- 2007: Electro Soundboy Killa (Adriano Ferre Remix) (Soundboy Killah Records)
- 2008: Song 2 (Adriano Ferre Elektro Remix) (Unreleased)
- 2009: Drops of Andori (Ardka Remix) (MMAN Recordings)
- 2009: Black Eyed Peas - I Gotta Feeling (Adriano Ferre Remix) (Interscope Records)

| Personendaten    | Personendaten                   |
| ---------------- | ------------------------------- |
| NAME             | Ferre, Adriano                  |
| ALTERNATIVNAMEN  | Saidi, Amir (wirklicher Name)   |
| KURZBESCHREIBUNG | österreichischer Musikproduzent |
| GEBURTSDATUM     | 1987                            |
| GEBURTSORT       | Wien, Österreich                |